# Ново-Осетинское сельское поселение
Ново-Осе́тинское се́льское поселе́ние — муниципальное образование в Моздокском районе Республики Северная Осетия — Алания Российской Федерации.
Административный центр — станица Ново-Осетинская.

## География
Муниципальное образование расположено в северо-западной части Моздокского района. В состав сельского поселения входят четыре населённых пункта. Площадь сельского поселения составляет — 84,85 км2.
Граничит с землями муниципальных образований: Притеречное сельское поселение на западе, Садовое сельское поселение на северо-востоке, Павлодольское сельское поселение на востоке и с сельским поселением Хамидие на юге.
Сельское поселение расположено на Кабардинской равнине в степной зоне республики. Рельеф местности преимущественно волнистый равнинный, со слабыми колебаниями высот. Вдоль долины реки Терек тянутся бугристые возвышенности. Средние высоты на территории муниципального образования составляют 155 метров над уровнем моря. Долина реки Терек покрыта густыми приречными лесами, затрудняющими подход к реке.
Гидрографическая сеть представлена в основном рекой Терек, которая разливаясь в районе станицы Черноярская и Ново-Осетинская образует крупные речные острова.
Климат влажный умеренный с жарким летом и прохладной зимой. Среднегодовая температура воздуха составляет +10,7°С. Температура воздуха в среднем колеблется от +23,5°С в июле, до -2,5°С в январе. Среднегодовое количество осадков составляет около 570 мм. Основное количество осадков выпадает в период с мая по июль. В конце лета часты суховеи, дующие территории Прикаспийской низменности.

## История
Статус и границы сельского поселения установлены Законом Республики Северная Осетия-Алания от 5 марта 2005 года № 16-рз «Об установлении границ муниципального образования Моздокский район, наделении его статусом муниципального района, образовании в его составе муниципальных образований - городского и сельских поселений и установлении их границ»

## Население
| 2002  | 2010  | 2011  | 2012  | 2013  | 2014  | 2015  |
| ----- | ----- | ----- | ----- | ----- | ----- | ----- |
| 2571  | ↘2398 | →2398 | ↗2476 | ↗2508 | ↗2530 | ↗2532 |
| 2016  | 2017  | 2018  | 2019  | 2020  | 2021  | 2023  |
| ↘2502 | ↗2509 | ↘2502 | ↘2490 | ↘2454 | ↘2360 | ↘2307 |
| 2024  | 2025  |       |       |       |       |       |
| ↘2271 | ↘2246 |       |       |       |       |       |

Процент от населения района — 2.76 %
Плотность — 26.47 чел./км2.

### Национальный состав
По данным Всероссийской переписи населения 2010 года:
| Народ      | Численность, чел. | Доля от всего населения, % |
| ---------- | ----------------- | -------------------------- |
| осетины    | 717               | 29,9 %                     |
| русские    | 488               | 20,3 %                     |
| цыгане     | 376               | 15,7 %                     |
| турки      | 293               | 12,2 %                     |
| кабардинцы | 196               | 8,2 %                      |
| чеченцы    | 100               | 4,2 %                      |
| кумыки     | 96                | 4,0 %                      |
| грузины    | 26                | 1,1 %                      |
| другие     | 106               | 4,4 %                      |
| всего      | 2 398             | 100 %                      |

## Состав сельского поселения
| № | Населённый пункт | Тип населённого пункта          | Население | Доля от населения (%) |
| - | ---------------- | ------------------------------- | --------- | --------------------- |
| 1 | Елбаево          | село                            | ↘388      | 21,0 %                |
| 2 | Новоосетинская   | станица, административный центр | ↗675      | 25,3 %                |
| 3 | Черноярская      | станица                         | ↗688      | 28,7 %                |
| 4 | Черноярская      | железнодорожная станция         | ↗609      | 25,0 %                |

## Местное самоуправление
Администрация Ново-Осетинского сельского поселения — станица Ново-Осетинская, ул. Октябрьская, 57.
Структуру органов местного самоуправления сельского поселения составляют:
- Глава сельского поселения — Андреев Владимир Михайлович.
- Администрация Ново-Осетинского сельского поселения — состоит из 7 человек.
- Совет местного самоуправления Ново-осетинского сельского поселения — состоит из 11 депутатов.